# RIC

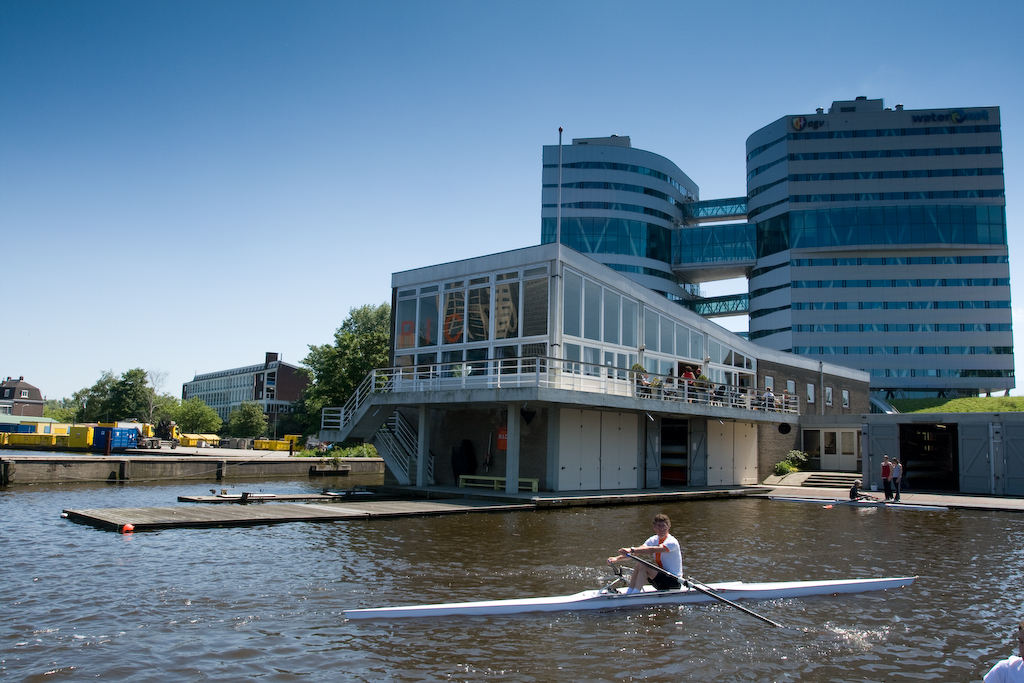
Sociëteit en haven van RIC

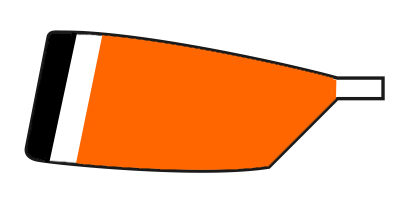
Boten van RIC zijn herkenbaar aan de zwart-wit-oranje bladen

RIC is een Nederlandse roeivereniging te Amsterdam met ongeveer 600 leden.
De accommodatie is gevestigd aan de Amstel, ter hoogte van de Omval. De vereniging wordt geheel door vrijwilligers geleid. De leden roeien op veel verschillende niveaus, van topsportniveau tot recreatief. Er is een jeugdafdeling van ongeveer 60 kinderen van 10 tot 18 jaar.

## Geschiedenis
Roeivereniging RIC is opgericht op 27 april 1931 als R.I.C. (Roeivereniging Ignatius College) door pater B. van Ogtrop S.J. De vereniging was aanvankelijk bedoeld voor de leerlingen van het St.-Ignatiuscollege. De eerste accommodatie werd gevonden bij roeivereniging Nereus. Hieraan kwam een einde toen aan het begin van de Tweede Wereldoorlog de botenhuizen in Amsterdam moesten worden afgebroken. Gedurende de oorlog werd echter wel voor het eerst deelgenomen aan de Head of the River Amstel (1942).
Na de oorlog werd de vereniging ook opengesteld voor niet-leerlingen aan het St.-Ignatiuscollege. Er werd een eigen botenhuis betrokken in een oude kolenloods aan de Weespertrekvaart. Later verhuisde de vereniging naar een oud botenhuis aan de Korte Ouderkerkerdijk. Het huidige botenhuis aan de Korte Ouderkerkerdijk werd in 1967 nieuw gebouwd. De huidige roeivloot bestaat uit zo'n honderd boten.

## Wedstrijdsuccessen
Verschillende RIC-leden hebben successen behaald op wereldkampioenschappen roeien.
| kampioenschap | jaar | plaats          | boottype | RIC-deelnemer                 | resultaat |
| ------------- | ---- | --------------- | -------- | ----------------------------- | --------- |
| EK            | 1973 | Moskou          | W2×      | Helie Klaasse, Andrea Vissers | zilver    |
| WK            | 1978 | Kopenhagen      | 8+       | Mark Emke                     | zilver    |
| WK            | 1979 | Bled            | 8+       | Mark Emke                     | brons     |
| WK            | 1990 | Lake Barrington | 4-       | Bart Peters                   | zilver    |
| WK            | 1990 | Lake Barrington | L4-      | Mark Emke, Frank Gerritse     | brons     |

In het juniorenroeien behaalde Ellen Maas goud in 2003 (Athene) op het wereldkampioenschap in de twee-zonder. Martin Lauriks wist twee keer zilver te verdienen in de 4+ voor mindervaliden in 2003 en 2004, en brons in 2005. De Nederlandse acht die op de Olympische Spelen van 2004 in Athene zilver haalde en de vier zonder die in 2005 in Gifu (Japan) zilver haalde, werden gecoacht door Mark Emke. Ook bij de jongens tot 18 jaar heeft RIC afgelopen jaren successen behaald. De J18 8+ van RIC, met de nieuwe lichting talenten bestaande uit Jip Italianer, Timo van Wittmarschen, Anton Stienen, Niels den Heeten, Philip van de Linde, Vincent Muda, Tycho Muda, en Tom van Rossum, wist in 2005 de Heineken roeivierkamp te winnen. In 2006 werd zelfs 'de dubbel' binnengehaald. Zowel de prestigieuze Heineken als de Head of the River werden gewonnen door de J18. Ook heeft dit geleid tot uitzendingen naar het WK junioren 2006 in Amsterdam. Jip Italianer, Philip van de Linde, Timo van Wittmarschen, Vincent Muda en Tycho hebben daar onder Nederlandse vlag varend de eer van RIC met verve verdedigd.